# Casa Maristany
Casa Maristany är en byggnad i Vilanova i la Geltrú (Garraf), kulturmärkt som Bé Cultural d'Interès Local (Kulturell tillgång av lokalt intresse).

## Beskrivning
Huset har sluttande tak. Sidokroppen har halvcirkelformade bågar, pilastrar i dorisk ordning och balustradräcken med takbjälkar i trä. Ytterväggarna är uppförda i tegel.
Huvudfasaden består av fem vertikala axlar med portaler i bottenvåningen, öppna balkonger med breda fribärande överliggare och med fönster med överliggare. Sidofasaden har överliggare och gallerier med halvcirkelformade bågar. Byggnaden kröns av gesims och ryggåstegel.